# NGC 592
NGC 592 est une nébuleuse en émission renfermant un amas ouvert. Cette nébuleuse est une région HII de la galaxie du Triangle (M33). Elle est donc située dans la constellation du Triangle. 
NGC 592 a été découverte par l'astronome prussien Heinrich d'Arrest en 1861.
Plusieurs étoiles massives ont été détectées dans NGC 592 ainsi que dans NGC 588 dont au moins six étoiles de type Wolf-Rayet.